# Yên Định, Bắc Ninh
Yên Định là một xã thuộc tỉnh Bắc Ninh, Việt Nam.

## Địa lý
Xã Yên Định có vị trí địa lý:
- Phía đông giáp xã Sơn Động
- Phía tây giáp xã Biển Động
- Phía nam giáp các xã Tuấn Đạo và Đèo Gia
- Phía bắc giáp xã Đại Sơn.

Xã Yên Định có diện tích 48,17 km², có 12 thôn, dân số 9.342 người với 10 dân tộc, mật độ dân số đạt 193 người/km². Đảng bộ xã Yên Định có 24 tổ chức đảng với 510 đảng viên, chính thức hoạt động từ ngày 01/7/2025, mở ra tiềm năng, nguồn lực, lợi thế về mọi mặt để xây dựng và phát triển. 

## Lịch sử
Ngày 16 tháng 6 năm 2025, Ủy ban Thường vụ Quốc hội ban hành Nghị quyết số 1658/NQ-UBTVQH15 của UBTVQH về việc sắp xếp các đơn vị hành chính cấp xã của tỉnh Bắc Ninh năm 2025. Theo đó, sắp xếp toàn bộ diện tích tự nhiên, quy mô dân số của xã Cẩm Đàn và xã Yên Định thành xã mới có tên gọi là xã Yên Định.